# Foso nitens
Foso nitens är en insektsart som beskrevs av Carl Stål 1866. Foso nitens ingår i släktet Foso och familjen dvärgstritar. Inga underarter finns listade i Catalogue of Life.